# Qormi
Qormi (tiếng Malta: Ħal Qormi [ħal ʔormi]; Ħar Qurmi trong phương ngữ Qormi), còn có danh hiệu Città Pinto, là một thành phố trong vùng Nam của Malta, nằm ở tâm đảo chính Malta. Nó có dân số 16.324 người (tính đến tháng 3 năm 2018), là địa phương đông dân thứ 5 toàn Malta.
Những dân khu giáp ranh Qormi là Marsa, Luqa, Żebbuġ, Siġġiewi, Ħamrun, Birkirkara, Attard, Santa Venera và Balzan.
Qormi có hai giáo khu, một cho Thánh George, một cho Thánh Sebastian. Có hai thung lũng ở Qormi, Wied il-Kbir (thung lũng lớn), và Wied is-Sewda (thung lũng đen).
Người lớn tuổi tại Qormi nói phương ngữ Qormi đang ngày càng mai một.